# Херардо Тавара
Херардо Мартін Тавара Могольйон (ісп. Gerardo Martín Távara Mogollón, нар. 25 березня 1999, Суллана) — перуанський футболіст, півзахисник клубу «Спортінг Крістал», а також національної збірноїу Перу.

## Клубна кар'єра
Херардо Тавара народився 1999 року в місті Суллана, та є вихованцем футбольної школи клубу «Спортінг Крістал». Дорослу футбольну кар'єру розпочав 2016 року в основній команді того ж клубу, проте не відразу став гравцем основного складу, і керівництво клубу в 2017 та 2018 роках віддавало молодого гравця в оренду до клубів УТК (Кахамарка) і «Спорт Росаріо». Після повернення з оренди в клубі «Спорт Росаріо» у 2018 році Тавара став гравцем основи клубу «Спортінг Крістал», і від того часу зіграв у складі команди 161 мат у національному чемпіонаті.

## Виступи за збірні
У 2014 році Херардо Тавара дебютував у складі юнацької збірної Перу, загалом на юнацькому рівні взяв участь у 8 іграх, відзначившись одним забитим голом.
Протягом 2017—2021 років Тавара залучався до складу молодіжної збірної Перу. На молодіжному рівні зіграв у 7 офіційних матчах.
2021 року Херардо Тавара дебютував в офіційних матчах у складі національної збірної Перу. У складі збірної був учасником розіграшу Кубка Америки 2021 року у Бразилії. Станом на початок жовтня 2021 року зіграв у складі національної збірної 4 матчі, у яких забитими м'ячами не відзначився.